# Ватра светог Елма
Ватра светог Елма је светлосни ефекат који се јавља услед електричног пражњења у атмосфери. „Ватра“ светог Елма је заправо плазма ниске густине и ниске температуре. Ефекат је вековима познат морепловцима пошто се манифестује на јарболима бродова, углавном током невремена. У модерна времена ефекат се манифестује и на високим стубовима далековода и на истуреним ивицама авиона.
Назив је добио по светом Елму, заштитнику морепловаца. Електричну природу феномена је први објаснио Бенџамин Френклин. Појаву, која може да упозори на иминентан удар грома, морнари су посматрали са страхопоштовањем и понекад се сматрала добрим знаком.

## Узрок
Ватра Светог Елма је облик плазме . Електрично поље око погођеног објекта изазива јонизацију молекула ваздуха, стварајући слаб сјај који је лако видљив у условима слабог осветљења. Услови који могу да изазову ватру Светог Елма присутни су током грмљавине, када постоје разлике високог напона између облака и тла испод. За почетак пражњења у влажном ваздуху потребно је локално електрично поље од око 100 кВ/м. Величина електричног поља у великој мери зависи од геометрије (облика и величине) објекта. Оштре тачке смањују неопходан напон јер су електрична поља више концентрисана у областима велике закривљености, па се пражњења првенствено јављају и интензивнија су на крајевима шиљатих предмета.
Азот и кисеоник у Земљиној атмосфери узрокују да ватра Светог Елма флуоресцира плавом или љубичастом светлошћу; ово је слично механизму који узрокује да неонска светла сијају, иако у другој боји због различитог укљученог гаса.
Године 1751. Бенџамин Френклин је претпоставио да би шиљаста гвоздена шипка засветлела на врху током олује са грмљавином, сличног изгледу ватри Светог Елма.

## У историји и култури
- У старој Грчкој, појава једног случаја пожара Светог Елма звала се Хелена ((стгрч. Ἑλένη) Helene), што буквално значи „ бакља “[7][а],  са два примера Кастор и Полидеук , иначе имена митолошке браћа близанаца Хелене.[б]
- Након средњовековног периода, ватра Светог Елма се понекад повезивала са грчким елементом ватре , као на пример са једним од Парацелсових елемента, посебно саламандром , или, алтернативно, са сличним створењем које се назива актници.[9]
- Велшки морнари су ватру Светог Елма називали anwyll yr ysbryd или canwyll yr ysbryd glân („свеће Светог Духа “ или „свеће Светог Давида “).[10]
- Руски морнари су такође историјски документовали случајеве пожара Светог Елма, познатог као „Свети Никола“ или „Свети Петар“[10],  који се такође понекад назива ватра Свете Јелене или Светог Хермеса , можда због језичке забуне.[11]
- Ватра Светог Елма је наводно виђена током опсаде Константинопоља од стране Отоманског царства 1453. године. Наводно је виђена како емитује са врха хиподрома . Византинци су то приписивали знаку да ће хришћански Бог ускоро доћи и уништити освајачку муслиманску војску. Према Ђорђу Спранцесу , нестао је само неколико дана пре него што је пао Константинопољ, чиме је окончано Византијско царство.
- Извештаји о Магелановом првом обиласку света говоре о пожару Светог Елма (који га назива телом Светог Анселма) који је више пута виђен око бродова флоте у близини обале Јужне Америке. Морнари су то видели као повољан знак.[12]
- Пожар Светог Елма виђен је током избијања торнада на Великим равницама 1955. у Канзасу и Оклахоми.[13]
- Међу појавама које су доживеле на лету 9 Бритиш ервејза 24. јуна 1982. били су светлећи бљескови дуж предњих ивица авиона, укључујући крила и ветробранско стакло у пилотској кабини, које су видели и путници и посада. Док су блистави блесци светлости делили сличности са ватром Светог Елма, сјај који је доживео био је од удара честица пепела на предње ивице авиона, сличан оном који су видели оператери опреме за пескарење .
- Ватра Светог Елма је примећена и њен оптички спектар је забележен током истраживачког лета Универзитета на Аљаски изнад Амазона 1995. ради проучавања духова.[14][15]
- Сматра се да је несрећни Аир Франце лет 447 са међународног аеродрома Рио де Жанеиро–Галеан до аеродрома Шарл де Гол у Паризу 2009. године доживео пожар Светог Елма 23 минута пре пада у Атлантски океан; међутим, тај феномен није био фактор катастрофе.[16][17]
- Apoy ni San Elmo – обично скраћено на Сантелмо – је лош знак или летећи дух у филипинском фолклору.

## Значајна запажања

### Јулије Цезар
Референце о ватри Светог Елма могу се наћи у делима Јулија Цезара ( De Bello Africo , 47), Плинија Старијег (Naturalis Historia, књига 2, пар. 101), и дневник Антонија Пигафете о његовом путовању са Фернандом Магеланом. Ватра Светог Елма, позната и као „корпозанти“ или „корпузанти“ из португалског corpo santo  („свето тело“), била је појава описана у Лузијадама. Раније је Ксенофан из Колофона алудирао на овај феномен.

### Џенг Хе
У доба династије Минг из 15. века, адмирал Џенг Хе и његови сарадници саставили су натписе Лиујаганг и Чангле, два епитафа путовања са благом у којима су споменули ватру Светог Елма као божански знак Мазу (天妃), богиње морнара и помораца.
Моћ богиње, која се заиста манифестовала у претходним временима, обилато је откривена у садашњој генерацији. Усред бујних вода догодило се да се, када је био ураган, изненада угледа божански фењер како сија на јарболу, и чим се појавила та чудесна светлост, опасност је утихнула, тако да се чак и у опасности од превртања једног осећао се увереним и да нема разлога за страх.— Адмирал Џенг Хе и његови сарадници

### Роберт Бертон
Роберт Бартон је писао о пожару светог Елма у својој Анатомији меланхолије: „Радзивилиус, литвански војвода, назива ову појаву Sancti Germani sidus; и каже да је то исто видео после олује, док је пловио 1582. из Александрије на Родос“. Ово се односи на путовање Миколаја Кшиштофа „Сироче“ Радзивила 1582–1584.

### Џон Дејвис
Дана 9. маја 1605, док је био на другом путовању Џона Дејвиса којим је командовао сер Едвард Мишелборн у Источну Индију, непознати писац на броду Тајгер описује феномен: „У крајности наше олује указао нам се у ноћи, на нашој главној глави на врху јарбола, пламен величине велике свеће, коју Португалци зову Корпо Санкто, држећи то као најбожанскији знак да је најгоре прошло, када се појави. Као што смо, хвала Богу, имали боље време после њега".

### Вилијам Ноа
Вилијам Ноа, кујунџија који је у Лондону осуђен за крађу 2.000 фунти олова, док је био на путу за Сиднеј, Нови Јужни Велс на броду за превоз осуђеника Хилсборо, забележио је два таква запажања у свом детаљном дневном дневнику. Први је био у Јужном океану на пола пута између Кејптауна и Сиднеја, а други у Тасманском мору, дан од Порт Џексона:
Дана 26. јуна 1799. године: У 4 је почео јако да дува ветар са јаким пљуском кише и града и изузетно јаким ударима грома и муње када је пао кормесант [корпозан] ватрено тело које се скупља из муње и скупља себе у предњем јарболу где је то први пут видео наш капетан, након чега је уследио тешки удар грома и муње који је довео до пада и експлозије на главној палуби. Електрика пуцања ове ватрене лопте имала је такву моћ да је затресла ноге не само на главној палуби као ватра висила подуже око ковачког кова који је од гвожђа, већ је имала исти ефекат на палуби за оружје и нижој палуби [шпил] на неколико осуђеника.
Дана 25. јула 1799: Сада смо били окружени тешким грмљавином и муњама и туробним елементом који се пенио свуда око нас. Шокантно је видети са кормезаном који виси на главном јарболу. Ударeno је двојe морнара слепим громом и неколико их је тешко повредило у очи те су више сати били слепи.

Иако се тачна природа ових временских појава не може са сигурношћу утврдити, чини се да се углавном ради о два посматрања пожара Светог Елма са можда кугластом муњом, па чак и директним ударом грома у брод бачен у мешавину.